# Épületszigetelők, Tetőfedők és Bádogosok Magyarországi Szövetsége
Az Épületszigetelők, Tetőfedők és Bádogosok Magyarországi Szövetsége, röviden ÉMSZ a tagok és pártoló tagok pénzéből működő nonprofit polgári-társadalmi szervezet, melynek feladata felkutatni és hatékonyan alkalmazni azokat az eszközöket, melyek legjobban szolgálják az épületszigetelő, tetőfedő és bádogos szakma fejlődését és érdekvédelmét.
Az ÉMSZ jogi tagjai kivitelezők (tetőfedők, bádogosok, víz-, hő-, hang- és utólagos falszigetelők), magánszemély tagjai építészek, szakmérnökök, tervezők, oktatók, szakértők, pártoló tagjai anyaggyártók és kereskedők.
Az ÉMSZ 1988-ban alakult. Az eltelt évek alatt olyan szervezetté nőtt, amely tagjaival az állandó programokon és szolgáltatásokon keresztül folyamatos kapcsolatot tart. A lelkes és aktív tagok, a Titkárság és Vezetőség munkája lehetővé tette, hogy az ÉMSZ szakmai tekintélyt vívjon ki magának.
Az ÉMSZ folyamatosan fejlődik, a tagság által felvetett igényeket összhangba hozva saját lehetőségeivel, egyre több területen próbálja segíteni tagjai munkáját.

## Alapelvek és célok
Az ÉMSZ törekszik arra, hogy tagjai és pártoló tagjai munkája révén megbízható, tartós, esztétikus és a feladatot legjobban megoldó, gazdaságos tetők, szigetelések és fémlemezmunkák készüljenek.
A Szövetség ezért:
- nyilvános szakmai kiállításokat, fórumokat, találkozókat szervez a műszaki lehetőségek pontosabb megismerésére
- irányelvekkel, ajánlásokkal segíti a megrendelők és vállalkozók munkáját
- hazai és nemzetközi fórumokon képviseli a szakmát
- fejleszti a nemzetközi kapcsolatokat
- szorgalmazza a tetőfedő, bádogos és szigetelő munkák feltételrendszerének és a munkavédelem színvonalának javítását
- rendszeresen tájékoztatja a tagságot a szakma aktuális kérdéseiről
- kezdeményezi és szervezi az elméleti és gyakorlati képzést
- szakmai versenyeket, nívódíj-pályázatokat szervez a kiemelkedő teljesítmények nyilvános elismerésére, a szakma népszerűsítésére
- társadalmi rendezvényeivel elősegíti a személyes kapcsolatok, barátságok ápolását, elmélyítését

## Az ÉMSZ örökös tiszteletbeli tagjai
A szövetségnél az örökös tiszteletbeli tagság a legmagasabb szakmai és emberi elismerést jelenti. Tiszteletbeli tagok:
- ÉMSZ-tű díjazottak,
- Senior Klub tagjai,
- Korábbi elnökök.

### ÉMSZ-tű díj
Az ÉMSZ-tű Díjat a rendes éves közgyűlésen kapják azok a tagok, akik az évek során végzett munkájukkal kiemelkedően hozzájárultak a szövetség fejlődéséhez, ismertebbé válásához. Eddigi ÉMSZ-tű díjazottak ábécé sorrendben:
- 1994: Dr. Petró Bálint, Péli József
- 1995: Csabai Béla, Medgyesi András
- 1996: Brúzsa László, Puskás András
- 1998: Bagaméry Lajos, Dr. Osztroluczky Miklós
- 1999: Perényi László, Ramotsa Zoltán
- 2000: Bakondi János, Dr. Beleznay Géza
- 2001: Havas György, Dr. Matolcsy Károly
- 2002: Horváth Sándor, Knittel Ferenc
- 2003: Nemes Ferenc, Vladár Péter
- 2004: Csóli Péter, Dr. Molnár Attila, Szántó László
- 2005: Fülöp Zsuzsanna, Dobos József
- 2006: Dr. Birghoffer Péter, Marusa Mihály, Tamási József
- 2007: Csott Róbert, Kujbus Mihály
- 2008: Kóbor Csaba, Sólyomi Péter
- 2009: Bilonka István

### Senior Klub
A Senior Klubba azok a kollégák kapnak meghívást, akik életük során a szakmát magas színvonalon művelték, és oktatói, szakértői vagy kivitelezői munkájukkal a szakma fejlődését szolgálták.

### ÉMSZ elnök
Az ÉMSZ elnöke (korábban 3 éves, jelenleg 2 éves ciklusban) az lehet, akiket a szövetség első döntéshozó szerve, az éves közgyűlés választ meg. Az épületszigetelő, tetőfedő és bádogos szakma legjelesebb képviselői szavazzák meg nekik a bizalmat, munkájuk társadalmi jellegű, erkölcsi tőkéjük az elismerés, melyet a tagoktól kapnak.
- 1988-1995: dr. Petró Bálint
- 1995-1998: Havas György
- 1998-2000: dr. Matolcsy Károly
- 2000-2002: Vladár Péter
- 2002-2004: Puskás András
- 2004-2006: Horváth Sándor
- 2006-2008: dr. Molnár Attila
- 2008-2010: Szántó László
- 2010-2012: Dobos József
- 2012-2014: Csott Róbert
- 2014-2016: Kujbus Mihály
- 2016-2018: dr Kakassy László
- 2018-2020: Sándor Mátyás
- 2020-2022: ifj. Puskás András
- 2022-        : Vajon András

## Fiatal Tetőfedők Világbajnoksága
Az IFD világbajnokságot rendez fiatal tetőfedők számára 1988 óta. A magastető kategóriában Németország és Svájc 6 alkalommal szerezte meg az első helyet, Ausztria háromszor és az Egyesült Királyság kétszer. Lapostetőben Magyarország két aranyérmével eddig vezető, hiszen Írország, Svájc, Lengyelország és Ausztria csupán egyszer térhetett haza elsőséggel.